# Prêmio Heinz Gumin
O Prêmio Heinz Gumin (em alemão:  Heinz Gumin Preis für Mathematik der Carl Friedrich von Siemens Stiftung) é concedido desde 2010 aproximadamente a cada três anos para matemáticos da Alemanha, Áustria ou Suíça. O prêmio porta o nome do matemático e informático Heinz Gumin, diretor de 1984 a 2008 da Fundação Carl Friedrich von Siemens. Dotado com 50.000 euros, é o prêmio de matemática de maior dotação da Alemanha.

## Recipientes
- 2010 Gerd Faltings[1]
- 2013 Stefan Müller[2]
- 2016 Wendelin Werner[3]
- 2020 Wolfgang Hackbusch[4]